# 観音下駅
観音下駅（かながそえき）とは、かつて石川県能美郡西尾村（現・小松市観音下町）にあった尾小屋鉄道の駅（廃駅）である。

## 歴史
- 1919年（大正8年）11月26日：正田順太郎の鉄道開業と同時に開業
- 1920年（大正9年）6月11日：路線譲渡によって横山鉱業部鉄道の駅となる
- 1929年（昭和4年）7月2日：路線譲渡によって尾小屋鉄道の駅となる
- 1977年（昭和52年）3月20日：路線廃止によって廃駅

## 駅周辺
この駅は観音下町西側に位置しており、駅の西側に梯川の支流である郷谷川が流れている。
- 観音下石切り場
- 観音下町公民館
- 白山社
- 国道416号

## 現状
駅跡は道路になっており、遺構として2面のホームが残っている。

## 隣の駅
尾小屋鉄道線
波佐羅駅 ‐ 観音下駅 - 倉谷口駅